# Kyselina propan-1,2,3-trikarboxylová
Kyselina propan-1,2,3-trikarboxylová, je organická sloučenina patřící mezi trikarboxylové kyseliny. Působí jako inhibitor enzymu akonitázy a tak narušuje citrátový cyklus.
K esterům této kyseliny patří například mykotoxiny fumonisiny B1 a B2 a AAL toxin TA, a také makrocyklické inhibitory Ras-farnesylproteintransferázy (FPTázy) , jako je kyselina aktinoplanová.
Kyselinu propan-1,2,3-trikarboxylovou lze získat dvoukrokovou přípravou z kyseliny fumarové.

## Mechanismus inhibice akonitázy

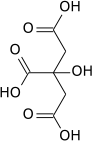
Kyselina citronová
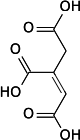
Kyselina akonitová
Kyselina isocitronová

Akonitáza katalyzuje přeměnu kyseliny citronové na kyselinu izocitronovou přes kyselinu akonitovou. Kyselina propan-1,2,3-trikarboxylová se snadno váže na akonitázu, protože se od kyseliny citronové liší pouze nepřítomností hydroxylové skupiny. Tento hydroxyl je ovšem nutný pro převedení kyseliny citronové na akonitovou, takže enzym u kyseliny propan-1,2,3-trikarboxylové nemůže reakci dokončit.